# Arcidiocesi di Albi

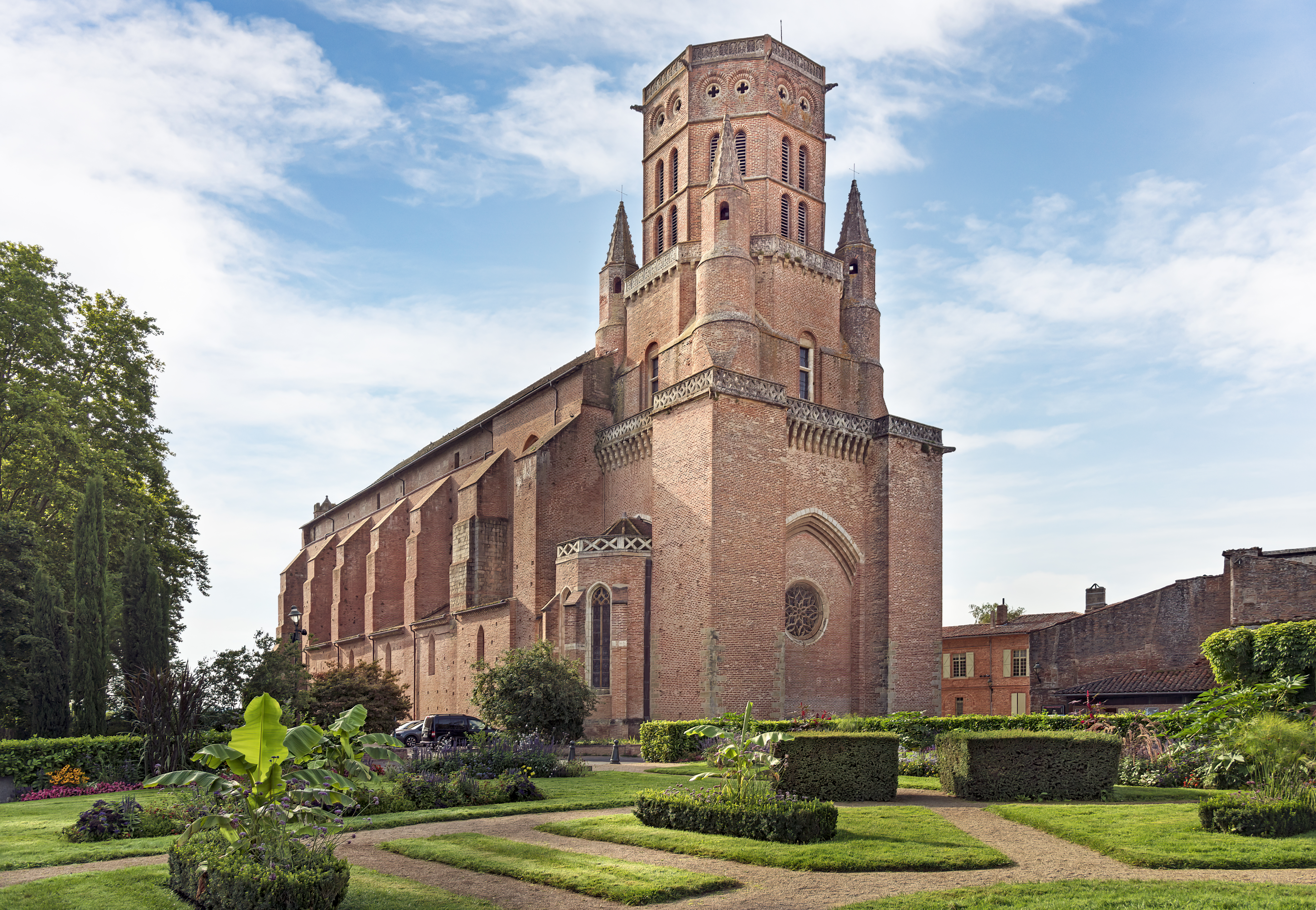
L'antica cattedrale Sant'Alano di Lavaur.

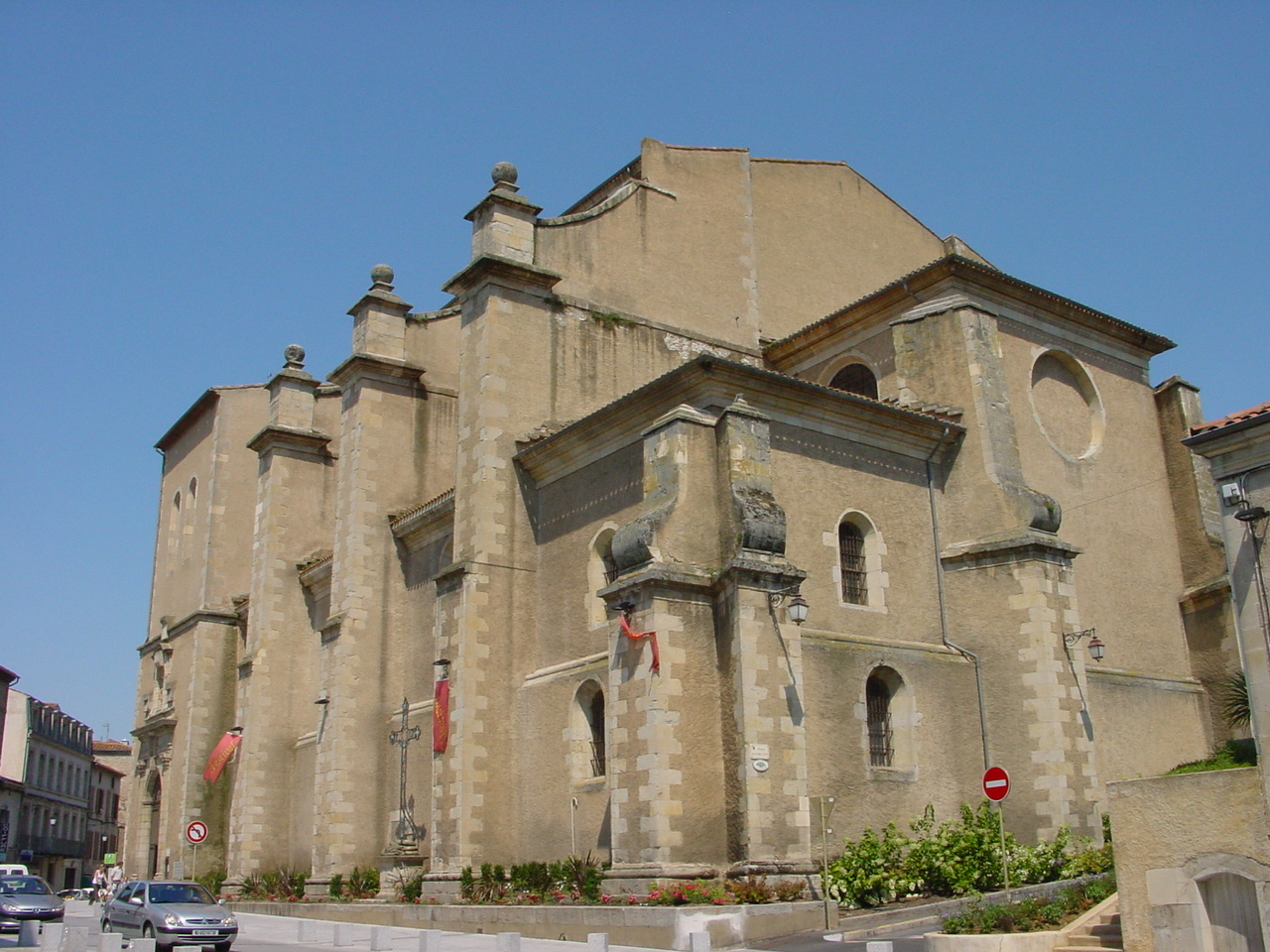
L'antica cattedrale San Benedetto di Castres.

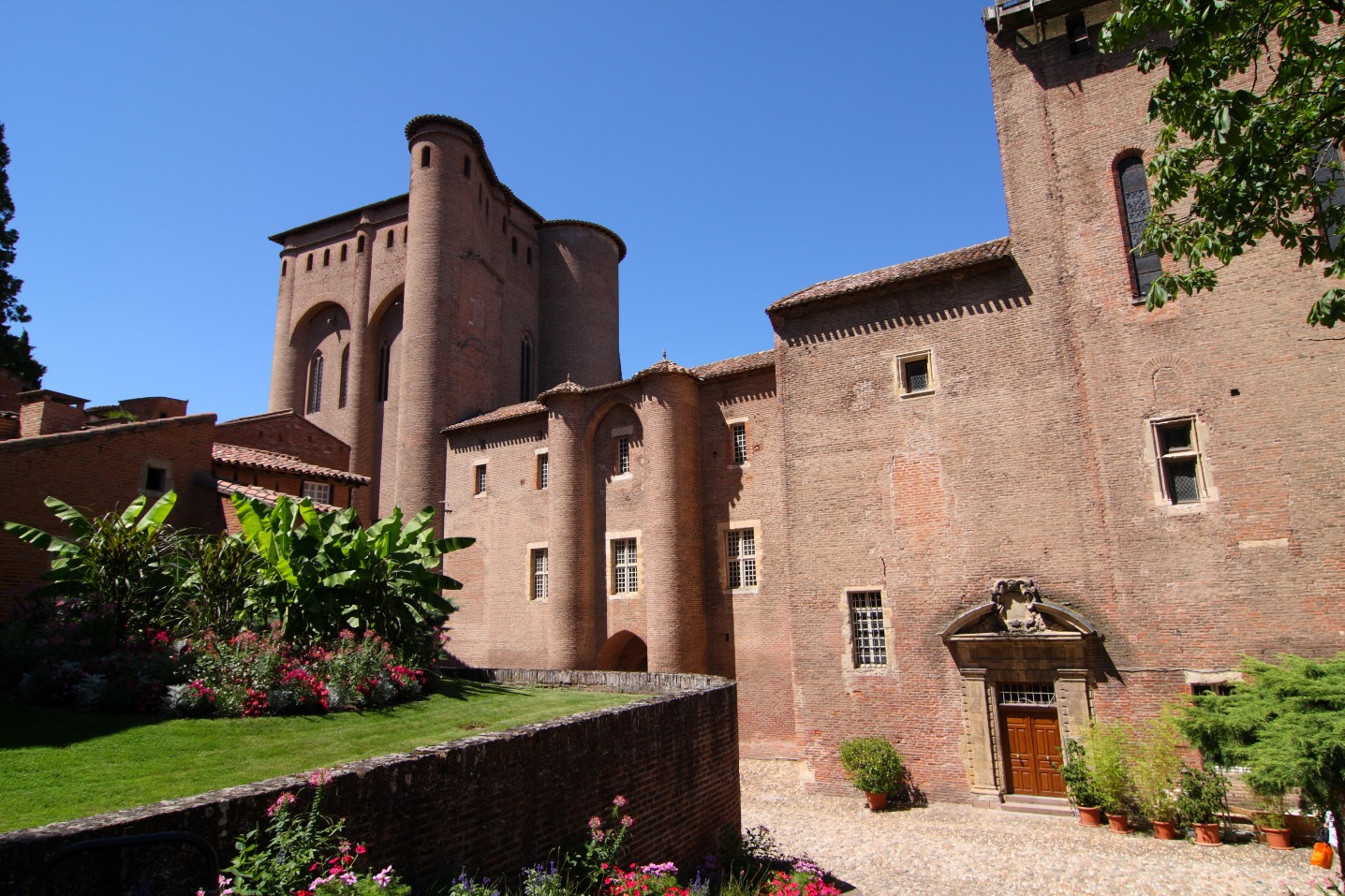
L'ex palazzo arcivescovile di Albi, chiamato palais de la Berbie (ossia palazzo del vescovato), fatto costruire da Durand de Beaucaire nel XIII secolo e fortificato da Bernard de Castanet, ospita oggi il museo Toulouse-Lautrec.

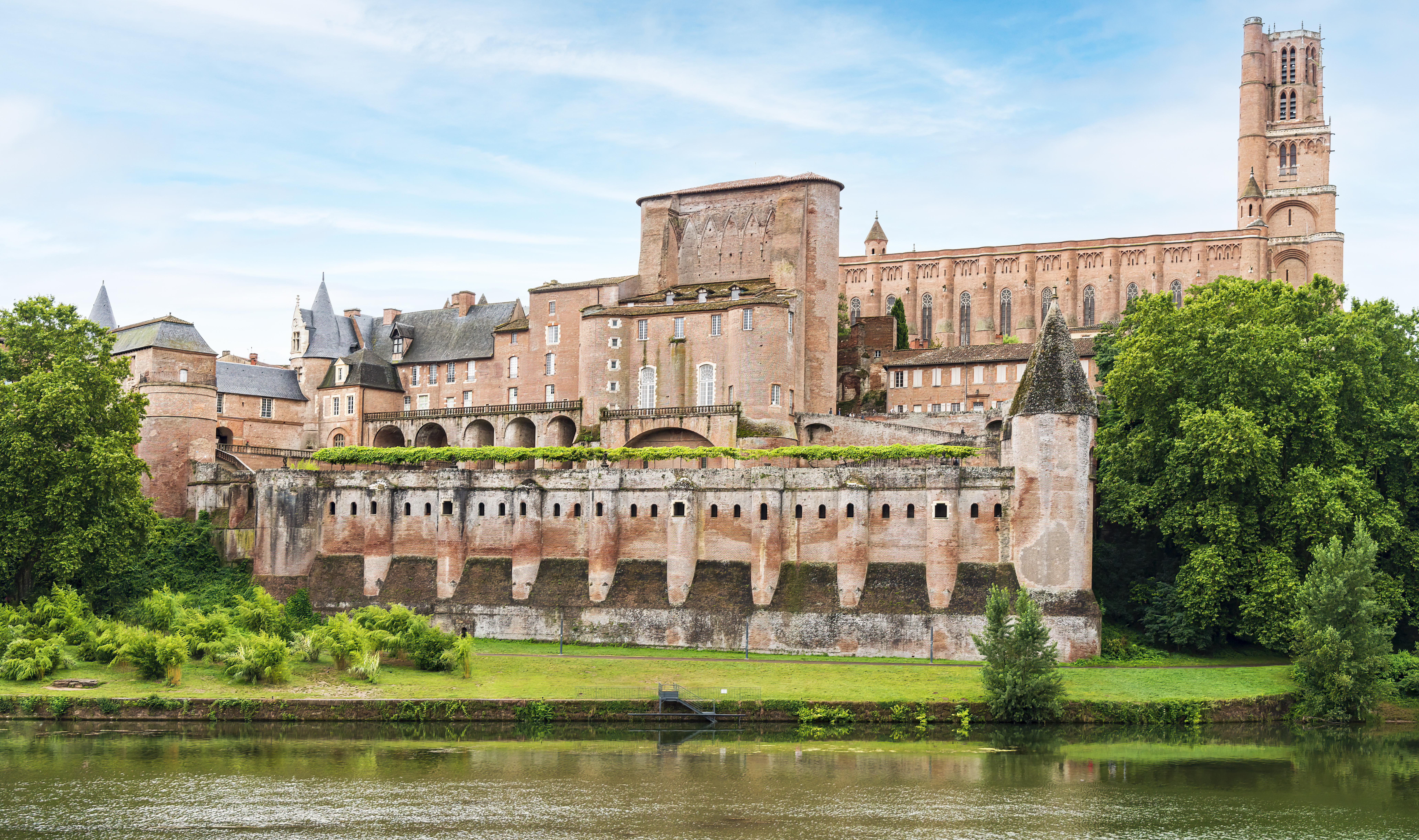
Il palazzo della Berbie in primo piano, appena sopra la riva sinistra del Tarn, e in secondo piano sul colle la cattedrale di Santa Cecilia. Il complesso, assieme alla chiesa di San Salvio, costituisce la Cité épiscopale d'Albi, patrimonio dell'umanità.

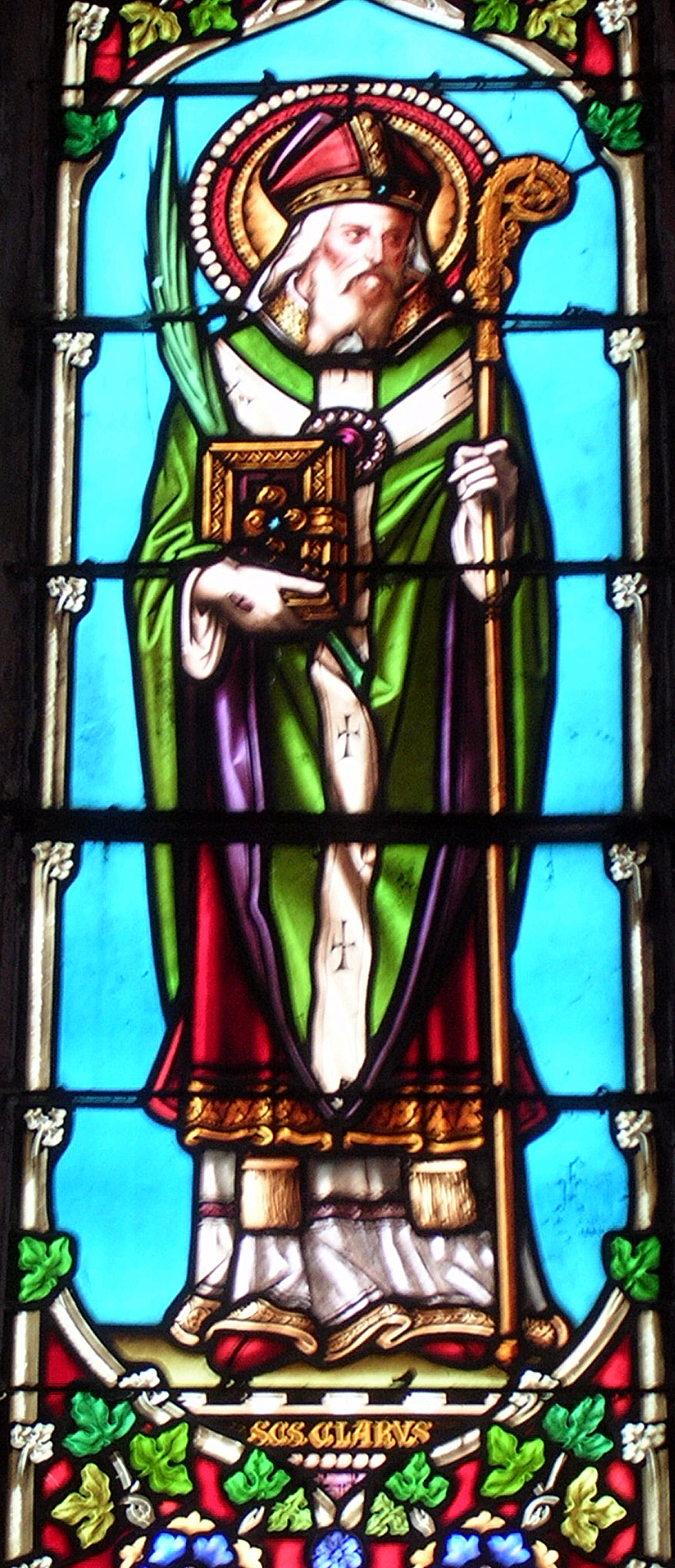
Vetrata della chiesa di Saint-Paul-en-Born raffigurante San Claro, protovescovo dell'arcidiocesi di Albi.

L'arcidiocesi di Albi (in latino Archidioecesis Albiensis) è una sede della Chiesa cattolica in Francia suffraganea dell'arcidiocesi di Tolosa. Nel 2022 contava 291.000 battezzati su 399.108 abitanti. È retta dall'arcivescovo Jean-Louis Balsa.

## Territorio
L'arcidiocesi comprende il dipartimento francese del Tarn.
Sede arcivescovile è la città di Albi, dove si trova la cattedrale di Santa Cecilia. Nell'arcidiocesi sorgono due chiese ex cattedrali: la chiesa di San Benedetto, ex cattedrale della diocesi di Castres, e la chiesa di Sant'Alano, ex cattedrale della diocesi di Lavaur.
Il territorio si estende su 5.782 km² ed è suddiviso in 507 parrocchie.

## Storia
Secondo la tradizione, primo evangelizzatore e protovescovo della diocesi di Albi è san Claro, cui sarebbe succeduto il suo discepolo Antimo. Primo vescovo storicamente documentato è Diogeniano, menzionato da Gregorio di Tours all'inizio del V secolo; dopo di lui Sabino prese parte al concilio di Agde del 506.
La civitas Albigensium faceva parte della provincia romana dell'Aquitania prima, come testimoniato dalla Notitia Galliarum dell'inizio del V secolo.. La diocesi dipendeva perciò come suffraganea dalla sede metropolitana di Bourges.
Verso la fine del XII secolo il catarismo si affermò in tutta la Linguadoca attraverso la predicazione nei villaggi: si diffuse soprattutto nella diocesi di Albi, a tal punto che i catari furono chiamati semplicemente albigesi. Contro di loro fu indetta nel XIII secolo una vera e propria crociata, chiamata crociata albigese, richiesta da Raimondo VI di Tolosa al concilio Lateranense IV nel 1215; dichiarati eretici, gli albigesi furono estirpati verso la metà del secolo, con la forza delle armi e con il lavoro dell'inquisizione, istituita proprio per questa occasione.
La vittoria sugli Catari e la contestuale caduta dei signori Trencavel, che dominavano Albi, aumentarono di molto il potere, spirituale e temporale, dei vescovi; in questo contesto sorse la città episcopale, segno della potenza e della ricchezza dei vescovi albigesi.
Il 29 dicembre 1296 la diocesi di Albi divenne la seconda diocesi francese, dopo quella di Rodez, ad adottare il rito romano.
Il 9 luglio 1317 cedette una porzione del suo territorio a vantaggio dell'erezione della diocesi di Castres.
Durante il XVI secolo la regione di Albi fu tra le più colpite e devastate dalle guerre di religione; i successi della riforma protestante furono estirpati solo al prezzo di sanguinose battaglie, che coinvolsero la diocesi per oltre vent'anni (1572-1595).
Il 3 ottobre 1678 fu elevata al rango di arcidiocesi metropolitana con la bolla Triumphans Pastor di papa Innocenzo XI: le furono assegnate come suffraganee le diocesi di Rodez, Castres, Vabres, Cahors e Mende.
Nell'ottobre del 1679 Giacinto Serroni, primo arcivescovo, istituì il seminario arcivescovile. Nel 1683 fece erigere un nuovo edificio per ospitare il seminario e l'anno seguente affidò l'insegnamento ai Gesuiti, che dal 1623 avevano stabilito un collegio ad Albi. Serroni, che celebrava un sinodo annuale il mercoledì della seconda settimana di Pasqua e compiva regolarmente la visita pastorale delle parrocchie, e soprattutto il suo successore Charles Le Goux de la Berchère furono i principali riformatori dell'arcidiocesi in linea con le direttive del concilio di Trento.
Alla vigilia della rivoluzione l'arcidiocesi, suddivisa in 21 distretti, comprendeva 214 parrocchie e 128 chiese annesse, suddivise in 4 arcidiaconati: Albi (o Dénat), Puy-Saint Georges, Castelnau de Montmiral e Lautrec (o Mazières). Il capitolo della cattedrale era composto da 20 canonici e da molti altri dignitari; in origine i canonici erano religiosi che seguivano la regola di sant'Agostino; furono secolarizzati da papa Bonifacio VIII nel 1297.
In seguito al concordato con la bolla Qui Christi Domini di papa Pio VII del 29 novembre 1801 l'arcidiocesi di Albi fu soppressa e il suo territorio fu aggregato a quello della diocesi di Montpellier (oggi arcidiocesi).
Nel giugno 1817 fra Santa Sede e governo francese fu stipulato un nuovo concordato, cui fece seguito il 27 luglio la bolla Commissa divinitus, con la quale il papa restaurava la sede di Albi; fu nominato arcivescovo Charles Brault, trasferito dalla sede di Bayeux. Tuttavia, poiché il concordato non entrò in vigore in quanto non ratificato dal Parlamento di Parigi, la nomina di Brault non ebbe effetto.
Il 6 ottobre 1822 in forza della bolla Paternae charitatis del medesimo papa Pio VII l'arcidiocesi fu definitivamente ristabilita, ricavandone il territorio dalla diocesi di Montpellier. In questa occasione Charles Brault poté lasciare la sede di Bayeux e prendere possesso della sua nuova residenza. La nuova provincia ecclesiastica comprendeva le precedenti suffraganee di Rodez, Cahors e Mende, e la nuova suffraganea di Perpignano.
Il 17 febbraio 1922 gli arcivescovi di Albi ebbero il privilegio di aggiungere al proprio titolo quello di vescovi di Castres e di Lavaur, sedi soppresse che ricadono nella presente diocesi.
L'arcivescovo Jean-Joseph-Aimé Moussaron († 1956) è stato annoverato fra i Giusti tra le nazioni nel 2010.
L'8 dicembre 2002, con la riorganizzazione delle circoscrizioni ecclesiastiche francesi, Albi ha perso la dignità metropolitica pur mantenendo il titolo arcivescovile ed è divenuta sede suffraganea dell'arcidiocesi di Tolosa.

## Cronotassi dei vescovi
Si omettono i periodi di sede vacante non superiori ai 2 anni o non storicamente accertati.
- San Claro †
- Antimo †
- Diogeniano † (inizio del V secolo)
- Anemio ? † (menzionato nel 451)[8]
- Sabino † (menzionato nel 506)
- Ambrogio † (menzionato nel 549)
- San Salvio † (circa 574 o 575 - 10 settembre 584 deceduto)
- Desiderio †[9]
- Didone † (all'epoca di papa Gregorio I)[10]
- Fredemondo † (menzionato nel 614)
- Costanzo † (prima del 627 - dopo il 640/647)
- Riccardo † (menzionato nel 673/675)
- Citroino † (menzionato nel 692)[11]
- Sant'Amarando †[12]
- Ugo † (menzionato nel 722)
- Giovanni † (menzionato nel 734)
- Verdato † (menzionato nell'812)
- Guglielmo I † (menzionato nell'825)
- Balduino † (menzionato nell'844)
- Panderio † (menzionato nell'854)[13]
- Lupo † (prima dell'869 - dopo l'879)[14]
- Eligio † (menzionato il 17 novembre 886)
- Adoleno † (prima di agosto 887 - dopo l'891)
- Godelrico † (menzionato nel 920)[15]
- Paterno † (menzionato nel 921)
- Angelvino † (menzionato nel 936)
- Mirone † (menzionato nel 941)
- Bernardo † (prima del 961 - dopo il 967)[16]
- Frotario † (prima del 972 - 987 nominato vescovo di Nîmes)[17]
- Amelio I † (menzionato nel 987)[18]
- Ingelbino † (menzionato nel 990)[19]
- Onorato † (menzionato nel 992)
- Amblardo † (menzionato nel 998)[20]
- Amelio II † (prima del 1020 - circa 1040)[21]
- Guillaume II † (prima del 1041 circa - dopo il 1054)
- Aldegaire I †[22]
- Frotard † (1062 - 1079 deposto)
- Guillaume de Poitiers † (1079 - dopo il 1090)
- Gauthier † (menzionato nel 1096)
- Hugues II † (prima del 1098 - dopo il 1099)
- Aldegaire II † (menzionato nel 1103)[23]
- Arnaud de Cessenon † (giugno 1103 - ? )[24]
- Adelgaire III de Penne † (prima del 1108 o 1109 - dopo il 1110)
- Sicard † (menzionato nel 1115)
- Bertrand † (1115 - 1125)
- Humbert de Géraud † (1125 - dopo il 1133)[25]
- Hugues III † (1136 - dopo marzo 1143)
- Rigaud † (1043 o 1144 - dopo il 1155)
- Guillaume de Pierre † (1157 - dopo il 1177)
- Gérard † (menzionato nel 1176)[26]
- Claudio d'Andria † (menzionato nel 1183)
- Guillaume de Pierre de Brens † (1185 - dopo agosto 1227 dimesso)
- Durand † (24 aprile 1228 - agosto 1254 deceduto)
- Bernard de Combret † (agosto 1254 - 16 giugno 1271 deceduto)
  - Sede vacante (1271-1276)
- Bernard de Castanet † (7 marzo 1276 - 30 luglio 1308 nominato vescovo di Le Puy-en-Velay)
- Bertrand des Bordes † (30 luglio 1308 - 19 dicembre 1310 dimesso)
- Géraud † (12 gennaio 1311 - 7 maggio 1313 deceduto)
- Béraud de Farges † (31 luglio 1313 - 1333 deceduto)
- Pierre de Vie † (15 giugno 1334 - 1336 deceduto)
- Bernard de Camiet † (20 ottobre 1337 - 28 novembre 1337 deceduto)
- Guglielmo Curti, O.Cist. † (3 dicembre 1337 - 18 dicembre 1338 dimesso)
- Pectin de Montesquieu † (27 gennaio 1339 - 17 dicembre 1350 dimesso)
- Arnauld Guillaume de La Barthe † (22 dicembre 1350 - circa novembre 1354 deceduto)
- Hugues Aubert † (28 novembre 1354 - 11 marzo 1379 deceduto)
- Domenico da Firenze, O.P. † (18 maggio 1379 - 30 maggio 1382 nominato vescovo di Saint-Pons-de-Thomières)
- Jean de Saie † (30 maggio 1382 - 1383 deceduto)
- Guillaume de la Voulte † (4 novembre 1383 - 15 ottobre 1392 deceduto)
  - Pierre † (1386 - 1392 o 1393) (antivescovo)
- Domenico da Firenze, O.P. † (24 ottobre 1392 - 24 agosto 1410 nominato arcivescovo di Tolosa) (per la seconda volta)
- Pierre de Neveu † (5 settembre 1410 - 1434 deceduto)
- Robert d'Auvergne, O.S.B. † (12 aprile 1434 - 1461 deceduto)
- Bernard de Cazilhac † (12 ottobre 1461 - 11 novembre 1462 deceduto)
- Jean Jouffroy, O.Clun. † (10 dicembre 1462 - 11 dicembre 1473 deceduto)
- Luigi I d'Amboise † (24 gennaio 1474 - 1º luglio 1503 deceduto)
- Luigi II d'Amboise † (1º luglio 1503 succeduto - 30 settembre 1510 dimesso)
  - Robert Guibé † (30 settembre 1510 - 9 novembre 1513 deceduto) (amministratore apostolico)
  - Giulio de' Medici † (21 novembre 1513 - ? dimesso) (amministratore apostolico)
- Charles Robertet † (14 marzo 1515 - 1515 dimesso)
- Jean-Jacques Robertet † (25 maggio 1515 - 26 maggio 1518 o 1519 deceduto)
  - Adrien Gouffier de Boissy † (6 giugno 1519 - 24 luglio 1523 deceduto[27]) (amministratore apostolico)
- Aymar de Gouffier, O.S.B. † (29 febbraio 1524 - 9 settembre o 9 ottobre 1528 deceduto)
  - Antoine Duprat † (23 dicembre 1528 - 9 luglio 1535 deceduto) (amministratore apostolico)
  - Giovanni di Lorena † (6 agosto 1535 - 19 maggio 1550 deceduto) (amministratore apostolico)
  - Luigi di Guisa † (27 giugno 1550 - 1551 o 1554 dimesso) (amministratore apostolico)
  - Lorenzo Strozzi † (9 maggio 1551 o 1561 - 6 febbraio 1568 nominato arcivescovo di Aix) (amministratore apostolico)
- Filippo de Rodolfis † (6 febbraio 1568 - 30 giugno 1574 deceduto)
- Giuliano de' Medici † (28 marzo 1575 o 1576 - 28 luglio 1588 deceduto)
- Alphonse I d'Elbène † (agosto 1588 - 8 febbraio 1608 deceduto)
- Alphonse II d'Elbène † (8 febbraio 1608 succeduto - prima di ottobre 1634 deposto)
- Gaspard de Daillon du Lude † (28 gennaio 1636 - 24 luglio 1674 deceduto)
  - Sede vacante (1674-1678)
- Giacinto Serroni, O.P. † (3 ottobre 1678 - 7 gennaio 1687 deceduto)
  - Sede vacante (1687-1693)
- Charles Le Goux de la Berchère † (12 ottobre 1693[28] - 12 novembre 1703 nominato arcivescovo di Narbona)
- Henri de Nesmond † (12 novembre 1703 - 14 gennaio 1722 nominato arcivescovo di Tolosa)
- Armand Pierre de la Croix de Castries † (23 settembre 1722 - 15 aprile 1747 deceduto)
- Dominique de La Rochefoucauld † (29 maggio 1747 - 30 aprile 1759 dimesso[29])
- Léopold-Charles de Choiseul-Stainvill † (28 maggio 1759 - 5 luglio 1764 dimesso[30])
- François-Joachim de Pierre de Bernis † (9 luglio 1764 - 2 novembre 1794 deceduto)
- François de Pierre de Bernis † (2 novembre 1794 succeduto - 29 novembre 1801 dimesso[31])
  - Sede soppressa (1801-1822)
- Charles Brault † (1º ottobre 1817 - 25 febbraio 1833 deceduto)
- François-Marie-Edouard de Gualy † (30 settembre 1833 - 16 giugno 1842 deceduto)
- Jean-Joseph-Marie-Eugène de Jerphanion † (27 gennaio 1843 - 20 novembre 1864 deceduto)
- Jean-Paul-François-Marie-Félix Lyonnet † (27 marzo 1865 - 24 dicembre 1875 deceduto)
- Etienne-Emile Ramadié † (26 giugno 1876 - 24 luglio 1884 deceduto)
- Jean-Emile Fonteneau † (13 novembre 1884 - 23 marzo 1899 deceduto)
- Eudoxe-Irénée-Edouard Mignot † (14 dicembre 1899 - 18 marzo 1918 deceduto)
- Pierre-Célestin Cézerac † (18 marzo 1918 succeduto - 30 gennaio 1940 deceduto)
- Jean-Joseph-Aimé Moussaron † (11 maggio 1940 - 10 marzo 1956 deceduto)
- Jean-Emmanuel Marquès † (5 gennaio 1957 - 2 agosto 1961 deceduto)
- Claude Dupuy † (4 dicembre 1961 - 15 giugno 1974 ritirato)
- Robert-Joseph Coffy † (15 giugno 1974 - 13 aprile 1985 nominato arcivescovo di Marsiglia)
- Joseph-Marie-Henri Rabine † (17 marzo 1986 - 12 dicembre 1988 deceduto)
- Roger Lucien Meindre † (8 aprile 1989 - 7 ottobre 1999 deceduto)
- Pierre-Marie Carré (13 luglio 2000 - 14 maggio 2010 nominato arcivescovo coadiutore di Montpellier)
- Jean Marie Henri Legrez, O.P. (2 febbraio 2011 - 18 agosto 2023 ritirato)
- Jean-Louis Balsa, dal 18 agosto 2023

## Statistiche
L'arcidiocesi nel 2022 su una popolazione di 399.108 persone contava 291.000 battezzati, corrispondenti al 72,9% del totale.
| anno | popolazione | popolazione | popolazione | presbiteri | presbiteri | presbiteri | presbiteri                | diaconi | religiosi | religiosi | parrocchie |
| anno | battezzati  | totale      | %           | numero     | secolari   | regolari   | battezzati per presbitero | diaconi | uomini    | donne     | parrocchie |
| ---- | ----------- | ----------- | ----------- | ---------- | ---------- | ---------- | ------------------------- | ------- | --------- | --------- | ---------- |
| 1959 | 290.000     | 308.700     | 93,9        | 571        | 439        | 132        | 507                       |         | 232       | 1.360     | 506        |
| 1970 | 300.000     | 532.011     | 56,4        | 273        | 273        |            | 1.098                     |         |           |           | 509        |
| 1980 | 300.800     | 341.000     | 88,2        | 290        | 284        | 6          | 1.037                     | 1       | 16        | 764       | 509        |
| 1990 | 304.000     | 344.000     | 88,4        | 219        | 211        | 8          | 1.388                     | 3       | 21        | 861       | 509        |
| 1999 | 300.000     | 342.800     | 87,5        | 172        | 163        | 9          | 1.744                     | 14      | 43        | 573       | 504        |
| 2000 | 340.000     | 354.857     | 95,8        | 171        | 163        | 8          | 1.988                     | 4       | 31        | 490       | 509        |
| 2001 | 300.000     | 354.867     | 84,5        | 203        | 153        | 50         | 1.477                     | 7       | 109       | 514       | 509        |
| 2002 | 300.000     | 354.867     | 84,5        | 196        | 153        | 43         | 1.530                     | 6       | 75        | 390       | 509        |
| 2003 | 280.000     | 354.867     | 78,9        | 257        | 145        | 112        | 1.089                     | 10      | 149       | 482       | 509        |
| 2004 | 280.000     | 354.867     | 78,9        | 183        | 141        | 42         | 1.530                     | 11      | 81        | 469       | 509        |
| 2006 | 281.000     | 357.000     | 78,7        | 176        | 134        | 42         | 1.596                     | 10      | 87        | 439       | 509        |
| 2012 | 286.600     | 385.700     | 74,3        | 173        | 131        | 42         | 1.656                     | 13      | 78        | 341       | 509        |
| 2015 | 290.700     | 391.048     | 74,3        | 167        | 126        | 41         | 1.740                     | 15      | 77        | 273       | 509        |
| 2018 | 289.700     | 396.341     | 73,1        | 136        | 105        | 31         | 2.130                     | 21      | 54        | 257       | 507        |
| 2020 | 290.300     | 397.929     | 73,0        | 134        | 107        | 27         | 2.166                     | 23      | 53        | 179       | 507        |
| 2022 | 291.000     | 399.108     | 72,9        | 125        | 100        | 25         | 2.328                     | 25      | 41        | 166       | 507        |